# .ac
.ac (англ. Ascension Island) — национальный домен верхнего уровня для острова Вознесения. Управляется компанией Ascension Island Network Information Centre под управлением Internet Computer Bureau (Великобритания). Регистрировать домены .ac могут граждане и организации любой страны без ограничений. Сокращение .ac часто ассоциируется с «academic».

## Домены 2 уровня
| Суффикс | Регламентированные пользователи                |
| ------- | ---------------------------------------------- |
| .org.ac | Некоммерческие, негосударственные организации  |
| .gov.ac | Государственные и правительственные учреждения |